# Lovers of a kind
Lovers of a kind is een lied van Pussycat. Het werd in 1983 uitgebracht op een single en hun elpee After all. Het werd geschreven door Andy Arthurs en Howard Goodall. Op de B-kant van de single staat het nummer Closer to you dat werd geschreven door Werner Theunissen. 
Lovers of a kind is een liefdeslied waarin de zangeres haar geliefde vertelt hoe goed ze bij elkaar passen. Het muziekgenre wijkt af van voorgaande jaren en is een poprock die neigt naar de middle of the road-muziek van muziekparen als de Brotherhood of Man en Guys 'n' Dolls.

## Hitnoteringen
| Lovers of a kind in de Nederlandse Top 40 van 12-02-1983 t/m 02-04-1983 | Lovers of a kind in de Nederlandse Top 40 van 12-02-1983 t/m 02-04-1983 | Lovers of a kind in de Nederlandse Top 40 van 12-02-1983 t/m 02-04-1983 | Lovers of a kind in de Nederlandse Top 40 van 12-02-1983 t/m 02-04-1983 | Lovers of a kind in de Nederlandse Top 40 van 12-02-1983 t/m 02-04-1983 | Lovers of a kind in de Nederlandse Top 40 van 12-02-1983 t/m 02-04-1983 | Lovers of a kind in de Nederlandse Top 40 van 12-02-1983 t/m 02-04-1983 | Lovers of a kind in de Nederlandse Top 40 van 12-02-1983 t/m 02-04-1983 | Lovers of a kind in de Nederlandse Top 40 van 12-02-1983 t/m 02-04-1983 | Lovers of a kind in de Nederlandse Top 40 van 12-02-1983 t/m 02-04-1983 |
| Week                                                                    | 1                                                                       | 2                                                                       | 3                                                                       | 4                                                                       | 5                                                                       | 6                                                                       | 7                                                                       | 8                                                                       |                                                                         |
| ----------------------------------------------------------------------- | ----------------------------------------------------------------------- | ----------------------------------------------------------------------- | ----------------------------------------------------------------------- | ----------------------------------------------------------------------- | ----------------------------------------------------------------------- | ----------------------------------------------------------------------- | ----------------------------------------------------------------------- | ----------------------------------------------------------------------- | ----------------------------------------------------------------------- |
| Positie                                                                 | 33                                                                      | 22                                                                      | 19                                                                      | 15                                                                      | 15                                                                      | 26                                                                      | 36                                                                      | 39                                                                      | uit                                                                     |

| Lovers of a kind in de Nationale Hitparade van 12-02-1983 t/m 26-03-1983 | Lovers of a kind in de Nationale Hitparade van 12-02-1983 t/m 26-03-1983 | Lovers of a kind in de Nationale Hitparade van 12-02-1983 t/m 26-03-1983 | Lovers of a kind in de Nationale Hitparade van 12-02-1983 t/m 26-03-1983 | Lovers of a kind in de Nationale Hitparade van 12-02-1983 t/m 26-03-1983 | Lovers of a kind in de Nationale Hitparade van 12-02-1983 t/m 26-03-1983 | Lovers of a kind in de Nationale Hitparade van 12-02-1983 t/m 26-03-1983 | Lovers of a kind in de Nationale Hitparade van 12-02-1983 t/m 26-03-1983 | Lovers of a kind in de Nationale Hitparade van 12-02-1983 t/m 26-03-1983 |
| Week                                                                     | 1                                                                        | 2                                                                        | 3                                                                        | 4                                                                        | 5                                                                        | 6                                                                        | 7                                                                        |                                                                          |
| ------------------------------------------------------------------------ | ------------------------------------------------------------------------ | ------------------------------------------------------------------------ | ------------------------------------------------------------------------ | ------------------------------------------------------------------------ | ------------------------------------------------------------------------ | ------------------------------------------------------------------------ | ------------------------------------------------------------------------ | ------------------------------------------------------------------------ |
| Positie                                                                  | 41                                                                       | 33                                                                       | 28                                                                       | 22                                                                       | 23                                                                       | 32                                                                       | 46                                                                       | uit                                                                      |

| Lovers of a kind in de Vlaamse Ultratop 30 van 12-03-1983 t/m 26-03-1983 | Lovers of a kind in de Vlaamse Ultratop 30 van 12-03-1983 t/m 26-03-1983 | Lovers of a kind in de Vlaamse Ultratop 30 van 12-03-1983 t/m 26-03-1983 | Lovers of a kind in de Vlaamse Ultratop 30 van 12-03-1983 t/m 26-03-1983 | Lovers of a kind in de Vlaamse Ultratop 30 van 12-03-1983 t/m 26-03-1983 |
| Week                                                                     | 1                                                                        | 2                                                                        | 3                                                                        |                                                                          |
| ------------------------------------------------------------------------ | ------------------------------------------------------------------------ | ------------------------------------------------------------------------ | ------------------------------------------------------------------------ | ------------------------------------------------------------------------ |
| Positie                                                                  | 26                                                                       | 33                                                                       | 37                                                                       | uit                                                                      |

| Lovers of a kind in de Vlaamse BRT Top 30 van 12-03-1983 t/m 26-03-1983 | Lovers of a kind in de Vlaamse BRT Top 30 van 12-03-1983 t/m 26-03-1983 | Lovers of a kind in de Vlaamse BRT Top 30 van 12-03-1983 t/m 26-03-1983 | Lovers of a kind in de Vlaamse BRT Top 30 van 12-03-1983 t/m 26-03-1983 | Lovers of a kind in de Vlaamse BRT Top 30 van 12-03-1983 t/m 26-03-1983 |
| Week                                                                    | 1                                                                       | 2                                                                       | 3                                                                       |                                                                         |
| ----------------------------------------------------------------------- | ----------------------------------------------------------------------- | ----------------------------------------------------------------------- | ----------------------------------------------------------------------- | ----------------------------------------------------------------------- |
| Positie:                                                                | 25                                                                      | 22                                                                      | 29                                                                      | uit                                                                     |